# 奥山政敬
奥山 政敬（おくやま まさよし、1845年4月16日（弘化2年3月10日） - 1916年（大正5年）7月18日）は明治時代の日本の司法官、文部官僚。旧薩摩藩士。明治初年までの名は嘉一郎。
官立大阪英語学校（京都大学の前身の一つ）および官立大阪師範学校の校長、松山・名古屋・大阪の地方裁判所長、広島控訴院長、貴族院議員を歴任した。

## 来歴
弘化2年3月10日（1845年4月16日）、薩摩藩士奥山政恒の次男として生まれる。薩摩藩開成所で学んだのち、明治元年（1868年）に英学者何礼之が大阪に私塾を開くと同藩の鮫島武之助らとともに入塾した。
翌明治2年（1869年）9月、同年7月に新政府が設立した大学校（同年12月に大学と改称）の少得業生兼少寮長となり、次いで中寮長兼中得業生、大得業生兼大舎長に昇任。明治3年（1870年）9月には大学出仕となり、翌10月から大阪開成所分局・理学所の管理者を務めている。明治4年（1871年）7月に文部省が設置されると文部省出仕（のち文部省七等出仕）となり、本省書籍課・用度課（博物局・天文局を含む）の事務を担当。翌年9月に出仕を免じられたが、11月には再び文部省七等出仕となり、第四大学区第一番中学の学長に就任した。以後、明治6年（1873年）4月に校名が第三大学区第一番中学と改められ、さらに同月に開明学校、翌年4月に大阪外国語学校、同10月に大阪英語学校と移り変わる中、出仕を免じられる明治8年（1875年）10月まで校長（明治6年11月に学長から改称）として在職。この間、明治6年8月に設けられた大阪師範学校の校長（明治6年11月までは学長）も明治8年3月まで兼務した。
免出仕後は裁判官に転じ、明治9年（1876年）3月に七等判事に就任（翌年6月、判事に更任）。東京裁判所在勤となり、11月に千葉裁判所が東京裁判所千葉支庁に改組されると支庁長を命じられた。明治13年（1880年）11月からは松山裁判所長（のち松山始審裁判所長）を務め、明治17年（1884年）12月に大審院在勤（のち大審院評定官に更任）となったのち、明治23年（1890年）8月から名古屋始審裁判所長を、同年10月から大阪地方裁判所長を務めた。明治24年（1891年）12月、函館控訴院検事長に転じ、大審院検事、広島控訴院検事長を経て明治26年（1893年）12月に広島控訴院長に就任。明治34年（1901年）5月には貴族院議員に勅選され、翌6月に判事を退職した。
退職後は貴族院議員を務めたほか、明治42年（1909年）7月に中村元嘉、安楽兼道らとともに田川炭坑株式会社を設立。取締役社長に就任している。大正5年（1916年）7月18日、東京小石川御殿山の自邸で死去。

## 親族
- 父：政恒 - 鹿児島藩士[3]。
  - 兄：藤九郎 - 鹿児島県士族[17]。
- 妻：乙女 (1855 - 1934) - 洋学者市川兼恭の次女。兄に教育者市川文吉、物理学者平岡盛三郎が、妹に教育者吉村寅太郎夫人・峰がいる[17][18]。
  - 長女：レキ (1873 -) - 台湾総督府事務官山田寅之助夫人[17]。
  - 長男：嘉一 (1875 -) - 京都帝国大学理工科大学土木工学科卒。朝鮮総督府技師、山口県技師[17][19]。
  - 次女：アイ (1877 -) - 法学者仁井田益太郎夫人。息子・秀穂は裁判官、同・甲斐は会社員[20]。
  - 三女：敬 (1879 -) - 文部官僚・実業家田所美治夫人。長男・美徳は銀行員、長女・登美は実業家永田三十郎夫人、次男・美夫は会社員、次女・春は実業家森村勇夫人[21]。
  - 次男：五六 - 陸軍軍人[3]。

## 栄典
位階
- 1876年（明治9年）4月20日 - 正七位[22]
- 1884年（明治17年）7月24日 - 従六位[23]
- 1886年（明治19年）7月8日 - 正六位[24]
- 1891年（明治24年）12月23日 - 従五位[25]
- 1892年（明治25年）1月6日 - 正五位[26]
- 1897年（明治30年）3月22日 - 従四位[27]
- 1901年（明治34年）7月1日 - 正四位[28]
- 1916年（大正5年）7月18日 - 従三位[29]

勲章等
- 1883年（明治16年）4月27日 - 勲六等単光旭日章[30]
- 1888年（明治21年）12月27日 - 勲五等瑞宝章[31]
- 1892年（明治25年）12月29日 - 勲四等瑞宝章[32]
- 1896年（明治29年）12月25日 - 勲三等瑞宝章[33]
- 1906年（明治39年）4月1日 - 旭日中綬章[34]
- 1912年（大正元年）8月1日 - 韓国併合記念章[35]
- 1915年（大正4年）11月10日 - 大礼記念章[36]
- 1916年（大正5年）4月1日 - 勲二等瑞宝章[37]

## 著作
- 「大坂師範学校年報」「大坂英語学校年報」（『文部省第二年報附録』）

## 関連文献
- 「奥山政敬君」（武藤頼母編輯『現代人物史』中外新聞社、1912年6月）
  - 『日本名家肖像事典 第八巻』ゆまに書房、1990年6月、ISBN 4896682726
- 「退職判事奥山政敬特旨叙位ノ件」（国立公文書館所蔵「叙位裁可書・大正五年・叙位巻十九」）
- 宮内庁三の丸尚蔵館編『明治十二年明治天皇御下命「人物写真帖」上』宮内庁、2015年3月